# 冯双礼
冯双礼（？—1659年），明末民變将领，南明抗清将领。
他跟隨张献忠起事，大顺元年（1644年），大西国建立，冯双礼任后军府都督，隶属五军都督府，是艾能奇部将。大顺二年（1645年）三月初六，杨展攻打叙州，二十八日渡江，引兵攻打冯双礼，大破其军，冯双礼损失三千兵力。二十九日，城陷，冯双礼再攻，未能克敌。张献忠死后隶属于孙可望，永历元年（1647年），艾能奇战死，冯双礼领其众。与李定国等联明抗清。永历六年（1652年），跟隨李定国攻克全州、桂林、衡州等处，南明永历帝封他为兴国侯。永历七年（1653年），孙可望、李定国决裂，冯双礼跟随孙可望追击李定国，在宝庆遭遇清兵，孙可望军大败，他将左军安全后撤。次年，受孙可望命袭击李定国，遇伏被擒，李定国将他以礼释归，他于是倾心李定国。永历十一年（1657年），孙可望合兵十四万进攻云南，留他守贵州。孙可望败后令他守威清要隘，他截夺孙可望辎重物资，有意发炮将其吓走，以功受南明封为庆阳王。永历十二年（1658年），受李定国命守贵阳附近盘江东岸的鸡公背，为清军所败，退入云南。后李定国护永历帝西去，留他守昆明。清朝吴三桂率军攻城，他奋力拒守，为叛徒出卖，被俘杀。